# Marijane Meaker
Marijane Meaker (ur. 27 maja 1927 w Auburn w stanie Nowy Jork, USA, zm. 21 listopada 2022 w Springs) – amerykańska pisarka.
W latach 1952–1969 pod pseudonimem Vin Packer napisała dwadzieścia kryminałów i utworów z gatunku mystery fiction (m.in. Spring Fire, który uznawany jest za pierwszy oficjalny utwór z podgatunku lesbian pulp fiction). Obserwując środowisko lesbijskie w latach pięćdziesiątych i sześćdziesiątych, od 1955 do 1972 roku napisała serię książek, tworząc pod kolejnym pseudonimem – Ann Aldrich. Jako M. E. Kerr wydała serię powieści młodzieżowych, które przyniosły jej liczne nagrody, natomiast pod nazwiskiem Mary James stworzyła cztery książki dla dzieci.
Była jawną lesbijką. Od roku 1959 do 1961 była partnerką pisarki powieści kryminalnych Patricii Highsmith. Temu związkowi poświęciła uwagę w wydanym w 2003 roku pamiętniku pt. Highsmith: A Romance of the 1950s.